# 大内弘
大内 弘（おおうち ひろし、1914年3月15日 - 没年不詳）は、日本の俳優である。本名大内 一郎（おおうち いちろう）。

## 人物・来歴
1914年（大正3年）3月15日、愛媛県松山市に生まれる。4歳下の妹に女優の大内照子（本名・大内幸香）がいる。
旧制・愛媛縣松山中學校（現在の愛媛県立松山東高等学校）を卒業、東京に移って、旧制・早稲田大学附属早稲田高等学院（大学予科、現在の早稲田大学高等学院）に進学するが、2年次で中途退学する。京都に移り、1933年（昭和8年）9月、満19歳のときに松竹下加茂撮影所に入社した。
記録に残る最初の出演作品は、同年2月22日に公開された二川文太郎監督の『仁義は耀く』である。同年5月9日に公開された笠井輝二監督の『やくざ無敵』、同年7月18日に公開された同じく『第二新選組』ではすでに主演している。同年12月末にマキノ正博が設立したマキノトーキー製作所に、翌1936年（昭和11年）半ばに移籍（第二期入社）、同年8月7日に公開されたマキノ正博・広瀬五郎・根岸東一郎共同監督による『八州侠客陣』に出演、同年9月5日に公開された松田定次・広瀬五郎・根岸東一郎共同監督による『裸の礫』からは、すべて主演した。同社は1937年（昭和12年）4月末には解散しており、葉山純之輔ら大半の俳優は新興キネマ京都撮影所（現在の東映京都撮影所）に移籍したが、大内は、新興キネマ移籍とともに現代劇に転向、新興キネマ東京撮影所（現在の東映東京撮影所）に所属した。
1940年（昭和15年）の半ばには、再び京都に戻り、松竹下加茂撮影所に移籍している。翌1941年（昭和16年）12月1日に公開された、溝口健二監督の『元禄忠臣蔵 前篇』を最後に、満27歳以降の出演記録が不明である。第二次世界大戦中、同作にも出演した海江田譲二、あるいは中野かほるらとともに一座を組み、実演の巡業を行っていたようである。

## フィルモグラフィ
すべてクレジットは「出演」である。公開日の右側には役名、および東京国立近代美術館フィルムセンター（NFC）所蔵等の上映用プリントの現存状況についても記す。同センター等に所蔵されていないものは、とくに1940年代以前の作品についてはほぼ現存しないフィルムである。

### 松竹下加茂撮影所
すべて製作は「松竹下加茂撮影所」、配給は「松竹キネマ」である。
- 『仁義は耀く』 : 監督二川文太郎、1935年2月22日公開
- 『大岡越前守切腹』 : 監督大下宗一、1935年3月7日公開
- 『やくざ無敵』 : 監督笠井輝二、1935年5月9日公開 - 主演
- 『第二新選組』 : 監督笠井輝二、1935年7月18日公開 - 主演
- 『猪太郎時雨』 : 監督星哲六、1935年8月8日公開
- 『蹴手繰り音頭 前篇』 : 監督井上金太郎、1935年10月31日公開 - 鹿毛平之助
- 『蹴手繰り音頭 後篇』 : 監督井上金太郎、1935年11月14日公開 - 鹿毛平之助
- 『疾風森の石松』 : 監督笠井輝二、1935年11月21日公開 - 主演
- 『大前田外伝 ぎっちょの秋太郎』 : 監督星哲六、1935年12月19日公開 - 主演
- 『忠次の外伝 すばしりの伝次』 : 監督笠井輝二、1936年2月27日公開 - 主演
- 『千両小路』 : 監督笠井輝二、1936年4月11日公開 - 野中庄太郎・主演
- 『姿なき魔刃』 : 監督星哲六、1936年5月28日公開 - 主演
- 『藤馬は強い』 : 監督古野英治、1936年6月25日公開 - 弟仙之助

### マキノトーキー製作所
初期の特筆以外すべて製作・配給は「マキノトーキー製作所」である。
- 『八州侠客陣』 : 監督マキノ正博・広瀬五郎・根岸東一郎、配給千鳥興行、1936年8月7日公開
- 『裸の礫』 : 監督松田定次・広瀬五郎・根岸東一郎、配給千鳥興行、1936年9月5日公開 - 主演
- 『怪盗影法師』 : 監督マキノ正博、配給千鳥興行、1936年9月23日公開 - 主演
- 『流れ雲三度笠』 : 監督姓丸浩・マキノ正博、1936年10月23日公開 - 主演
- 『忠治活殺剱』（『忠治活殺剣』） : 監督久保為義・マキノ正博、1936年12月6日公開 - 特別出演 板割の浅太郎[8][9]、現存（NFC所蔵[7]）
- 『竜虎槍騎隊 前篇』 : 監督広瀬五郎、1937年1月10日公開 - 主演
- 『竜虎槍騎隊 後篇』 : 監督姓丸浩、1937年1月15日公開 - 主演
- 『滝の白糸』 : 監督広瀬五郎、1937年2月18日公開 - 主演

### 新興キネマ東京撮影所
特筆以外すべて製作は「新興キネマ東京撮影所」、配給は「新興キネマ」である。
- 『人生の初旅』 : 監督島津保次郎、1937年7月29日公開 - 磯谷繁雄・主演
- 『美しき鷹』 : 監督田中重雄、1937年10月1日公開 - ピアニスト真庭英三
- 『強者の恋』 : 監督曽根千晴、1937年10月7日公開 - 慎二
- 『軍国母の手紙』 : 監督久松静児、1937年10月21日公開 - 名パイロット山口武雄中尉・主演
- 『白き手の人々』 : 監督西鉄平、1937年12月3日公開 - 文吉
- 『花嫁勢ぞろひ』 : 監督曽根千晴、1937年12月31日公開 - 秋山の友人谷口和彦
- 『懐かしの我が子』 : 監督勝浦仙太郎・田中重雄、1938年1月14日公開 - その息子順吉
- 『せつなき心』 : 監督伊奈精一、1938年2月10日公開 - 俊三の子洋吉
- 『ピストルと簪』 : 監督西鉄平、1938年3月15日公開 - 英和商事社員長岡敏雄
- 『春の逃げ水』 : 監督勝浦仙太郎、1938年3月23日公開 - 水原の親友で農場主の壬生
- 『トーチカ娘行状記』 : 監督久松静児、製作新興キネマ京都撮影所、配給新興キネマ、1938年4月7日公開 - その兄で画家の芳夫
- 『母の魂』 : 監督田中重雄、1938年4月14日公開 - 弥平の息子為吉
- 『牡丹くづるる時』 : 監督沼波功雄、1938年5月31日公開 - 自動車運転手小栗
- 『愛の響宴』 : 監督久松静児、1938年6月30日公開 - 晃吉
- 『妻の魂』 : 監督曽根千晴、1938年8月4日公開 - 青年次郎
- 『姉ちゃんは母ちゃんは』 : 監督須山真砂樹、1938年9月8日公開 - 会社員清水康夫
- 『噫!南郷少佐』 : 監督曽根千晴、1938年10月13日公開 - 大林大尉
- 『女難突破』 : 監督沼波功雄、1939年1月26日公開 - 学生大内
- 『白衣の兵隊』 : 監督田中重雄、1939年3月25日公開 - 太田衛生兵
- 『家なき娘』 : 監督伊奈精一、1939年4月13日公開 - 職工長、現存（NFC所蔵[7]）
- 『楽しき我が家』 : 監督青山三郎、1939年6月8日公開 - 大学生上田
- 『歌う乗合馬車』 : 監督沼波功雄、1939年7月25日公開 - 宿引きの山内順吉
- 『父は九段の桜花』 : 監督青山三郎、1939年9月24日公開 - 村田訓導
- 『妻より何処へ行く』 : 監督須山真砂樹、1940年3月7日公開 - その同僚岡竹
- 『晴れ姿』 : 監督青山三郎、1940年4月25日公開 - 自動車運輸業増永芳夫・主演

### 松竹下加茂撮影所
特筆以外すべて製作は「松竹下加茂撮影所」、配給は「松竹キネマ」である。
- 『紅梅二筋道』 : 監督犬塚稔、1940年9月5日公開
- 『荒木又右衛門』 : 監督大曾根辰夫、1940年10月24日公開[1]
- 『二人信三郎』 : 監督笠井輝二、1940年11月7日公開[1]
- 『東京から来た武士』 : 監督井上金太郎、1941年2月25日公開
- 『振袖御殿』 : 監督大曾根辰夫、1941年4月10日公開
- 『元禄忠臣蔵 前篇』 : 監督溝口健二、製作興亜映画・松竹京都撮影所、配給松竹、1941年12月1日公開 - 萱野三平（中小姓）、現存（NFC所蔵[7]）